# 도널드 헨더슨

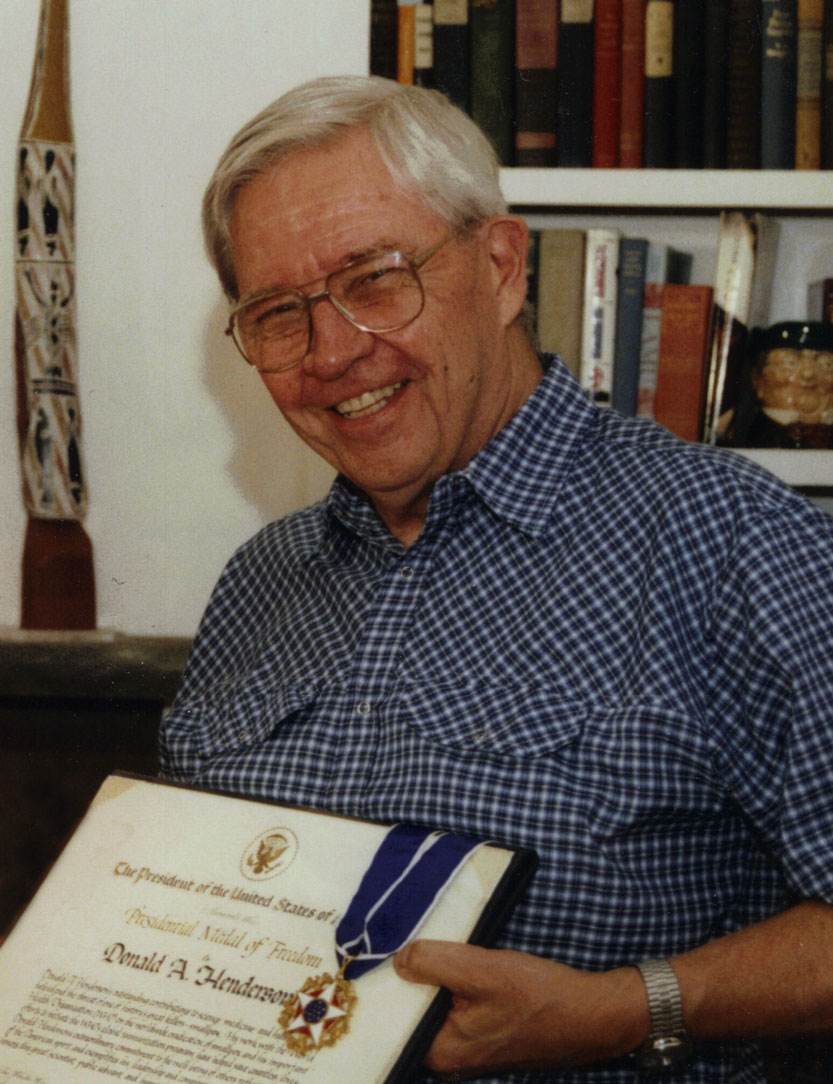

도널드 에인즐리 헨더슨(Dornald Ainslie Henderson, 1928년 9월 7일 ~ 2016년 8월 19일)은 미국의 의사, 교육자이자 역학자였다. 그는 천연두를 박멸하기 위한 10년간의 국제적인 노력(1967-1977)을 지휘하여 전세계 어린이에게 천연두 예방 접종 프로그램을 도입하였다. 1977년부터 1990년까지 그는 존스 홉킨스 공중보건대학교의 학장이었다. 이후, 그는 생물학적 공격과 국가적 재앙에 대비한 국가적 공중보건 프로그램 도입에 선도적인 역할을 담당했다. 사망할 당시, 그는 존스 홉킨스 블룸버그 공중보건대학교의 명예학장이었고 피츠버그대학 의학과 공중보건학 교수였으며, 의료보장 UPMC 센터의 뛰어난 학자였다.